# Dysplasie de hanche
La dysplasie de hanche (type Beukes) est une maladie constitutionnelle de l'os du groupe des dysplasies épiphysaires multiples.
L'étude génétique a permis de rattacher cette maladie à une famille d'origine hollandaise qui a émigré en Afrique du Sud.

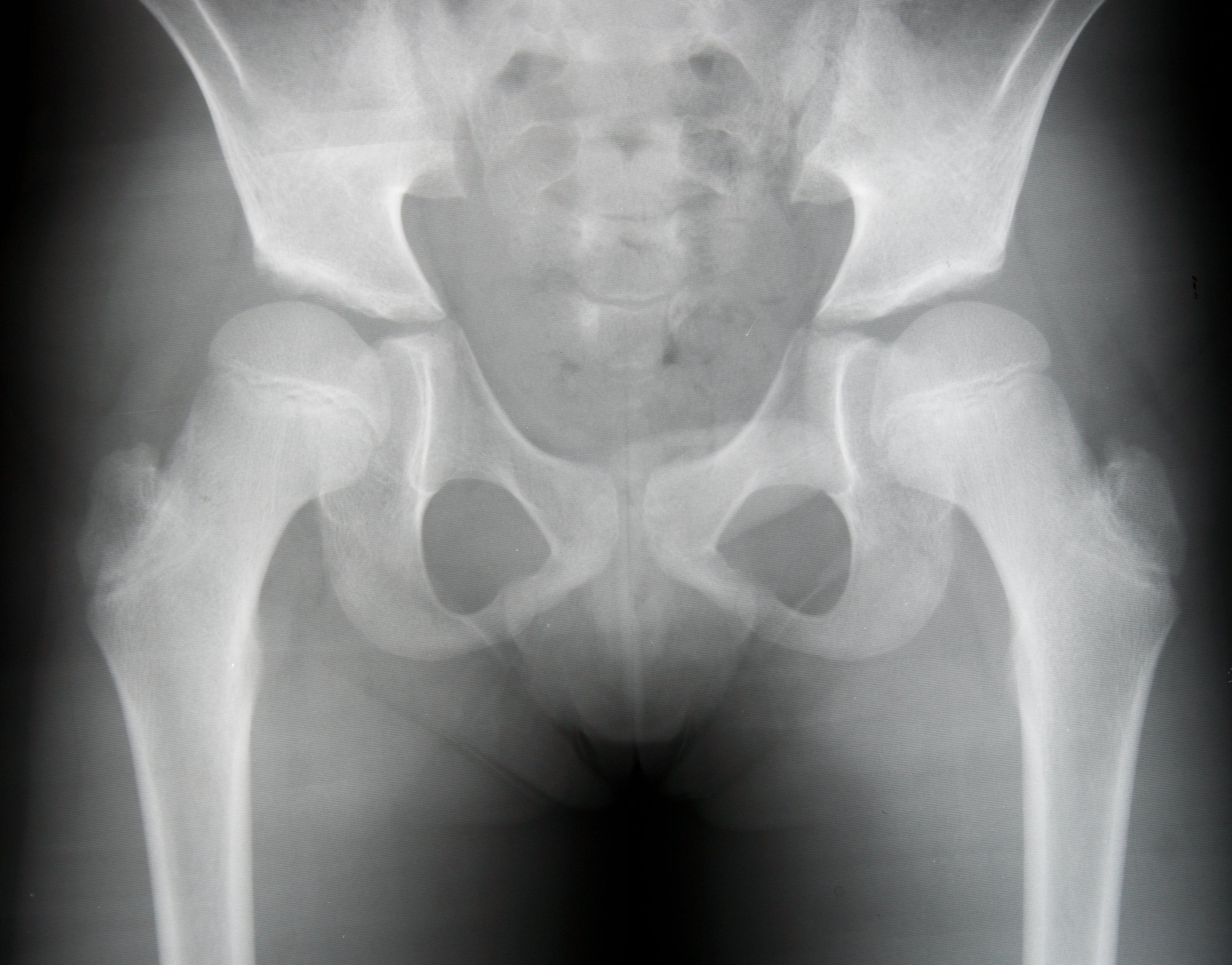
Radiographie d'un cas de dysplasie de hanche avant opération.

## Autres noms
- Syndrome de Cilliers Beighton

## Étiologie
- Le gène en cause est inconnu mais il se localise sur le locus q35 du  chromosome 4[1].

## Description
Cette maladie se manifeste d'abord par des douleurs articulaires des hanches apparaissant souvent dans l'enfance. La marche est progressivement perturbée et aboutit à une infirmité. L'état général est bon et il n'existe aucune manifestation extra articulaire. Le signe radiologique majeur est l'aplatissement de l'épiphyse de la tête fémorale.

## Transmission
- Transmission autosomique dominante

Elle se transmet par descendance. Du père ou de la mère.